# 코코넛 슈림프

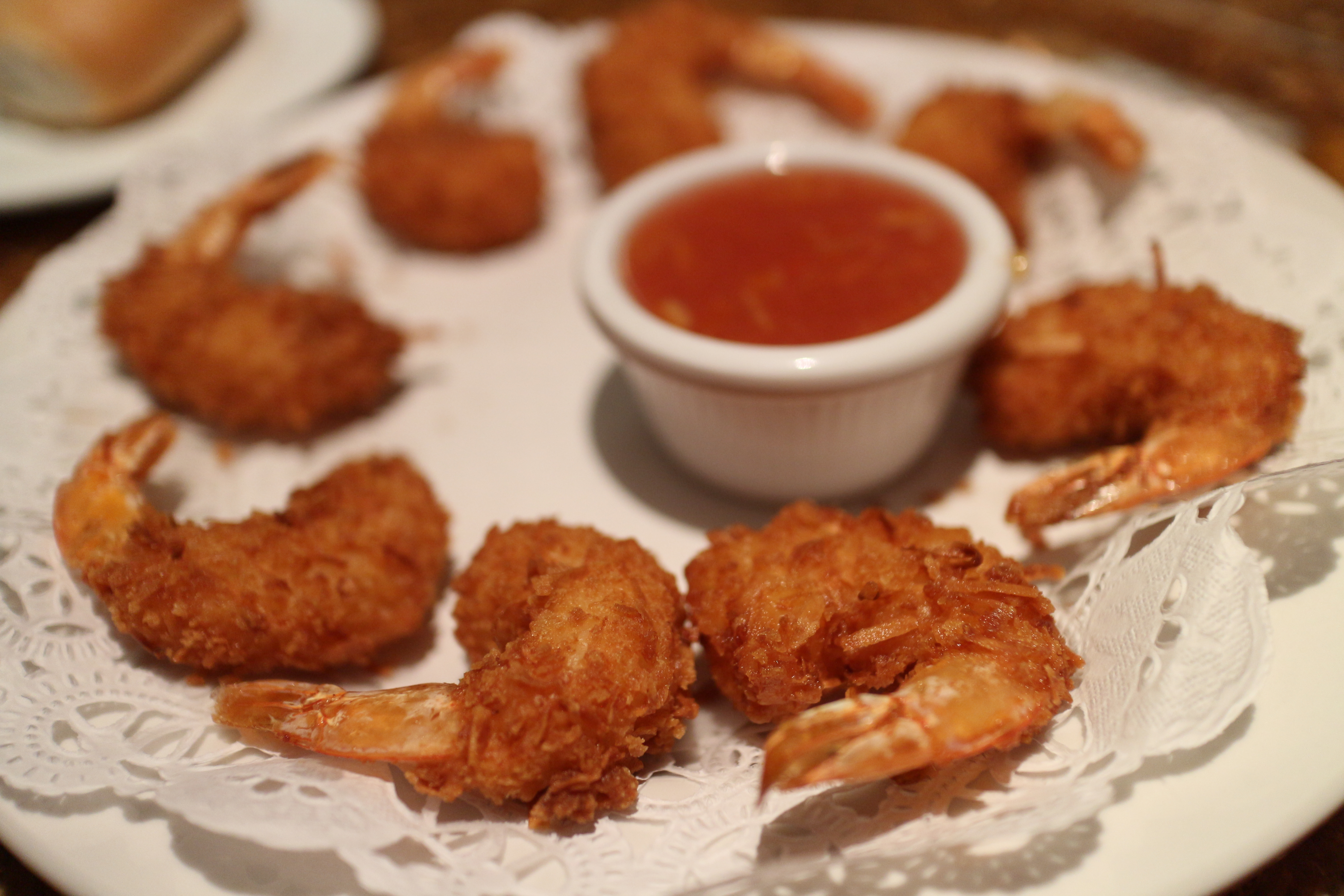
딥을 곁들인 코코넛 슈림프

코코넛 슈림프(coconut shrimp)는 새우와 코코넛을 주재료로 사용하여 만드는 새우 요리이다. 새우에 튀김옷을 입혀 기름에 튀기거나 프라이팬에 굽거나 오븐에 구워서 튀김 요리로 만들 수 있고, 코코넛 밀크와 다른 재료를 사용하여 소테 요리로 만들 수도 있다. 또한, 꼬치로 만들어 낼 수도 있다.

## 튀김 요리
코코넛 슈림프 튀김은 밀가루를 입힌 새우를 계란물에 적시고 코코넛 조각과 빵가루를 입힌 뒤 기름에 튀겨서 만드는 것이 일반적이다. 새우는 튀김옷을 입히기 전에 나비 날개 모양으로 갈라놓을 수도 있다. 빵가루는 판코 빵가루나 표준 빵가루를 사용하며, 둘을 혼합한 것도 쓸 수 있다. 마카다미와 아몬드 같은 견과류를 다진 것도 새우에 입히는 부가 재료로 사용할 수 있다.
이 요리 방법은 기름에 튀기는 대신에 오븐에 굽거나, 프라이팬에 굽거나, 그릴에 구울 수도 있다. 오븐에 구우면 열량과 지방이 기름에 튀겼을 때보다 적어질 수 있다. 요리 후에는 새우의 식감이 바삭바삭해진다. 음식을 낼 때는 스윗 앤 사워 소스, 피치 소스, 살구 소스, 스위트 칠리 소스, 마멀레이드 등의 다양한 딥을 함께 곁들인다. 라임 조각을 곁들이기도 하며, 라임 껍질이 요리의 재료로 쓰일 수도 있다.

코코넛 슈림프 튀김은 전채나 주요리로 내올 수 있다. 해산물 식당에서 많이 볼 수 있는 메뉴이며, 카리브 제도와 플로리다키 제도에서 인기있는 요리이다.

코코넛 슈림프 튀김
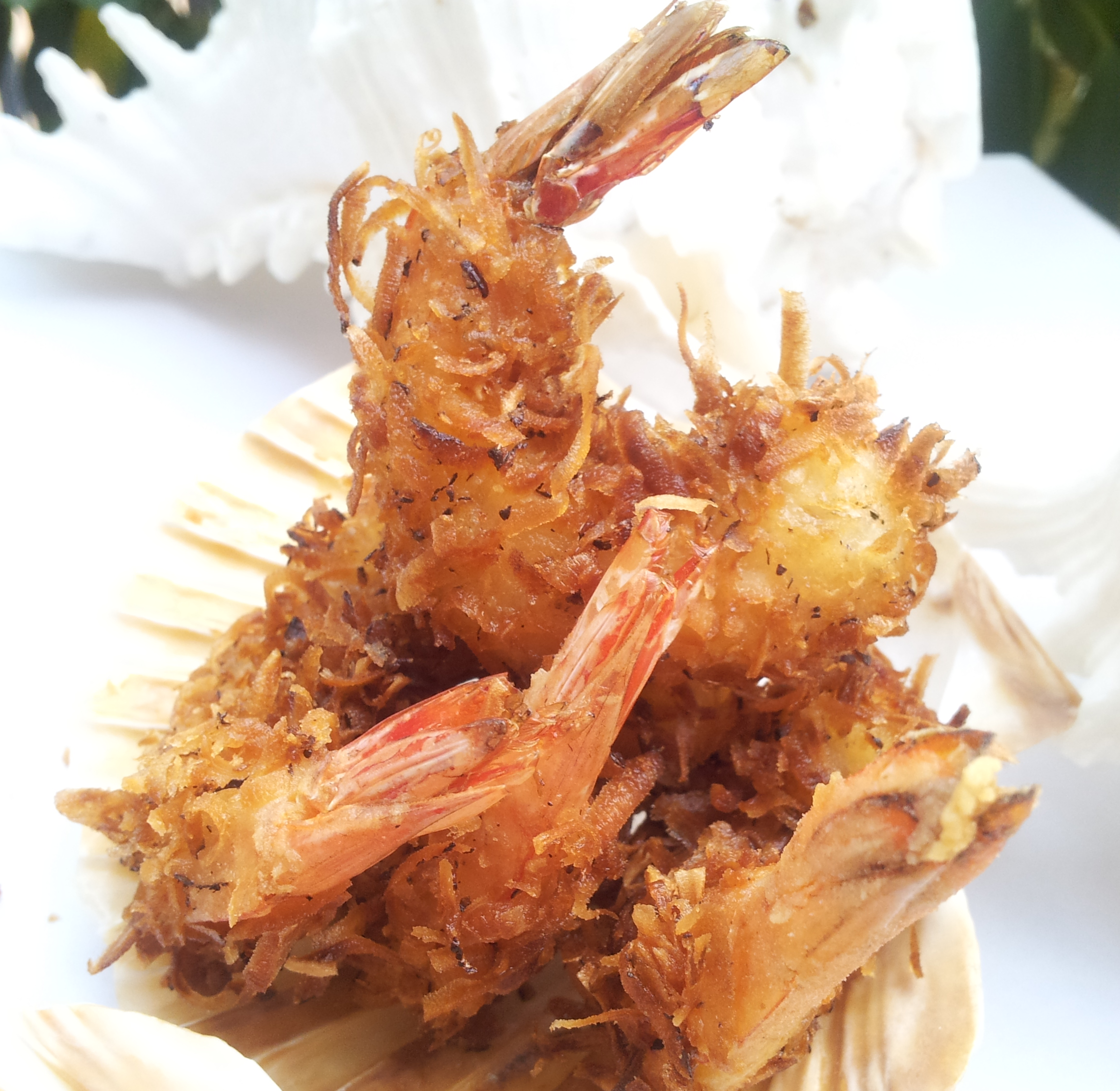
코코넛 비어 배터 슈림프
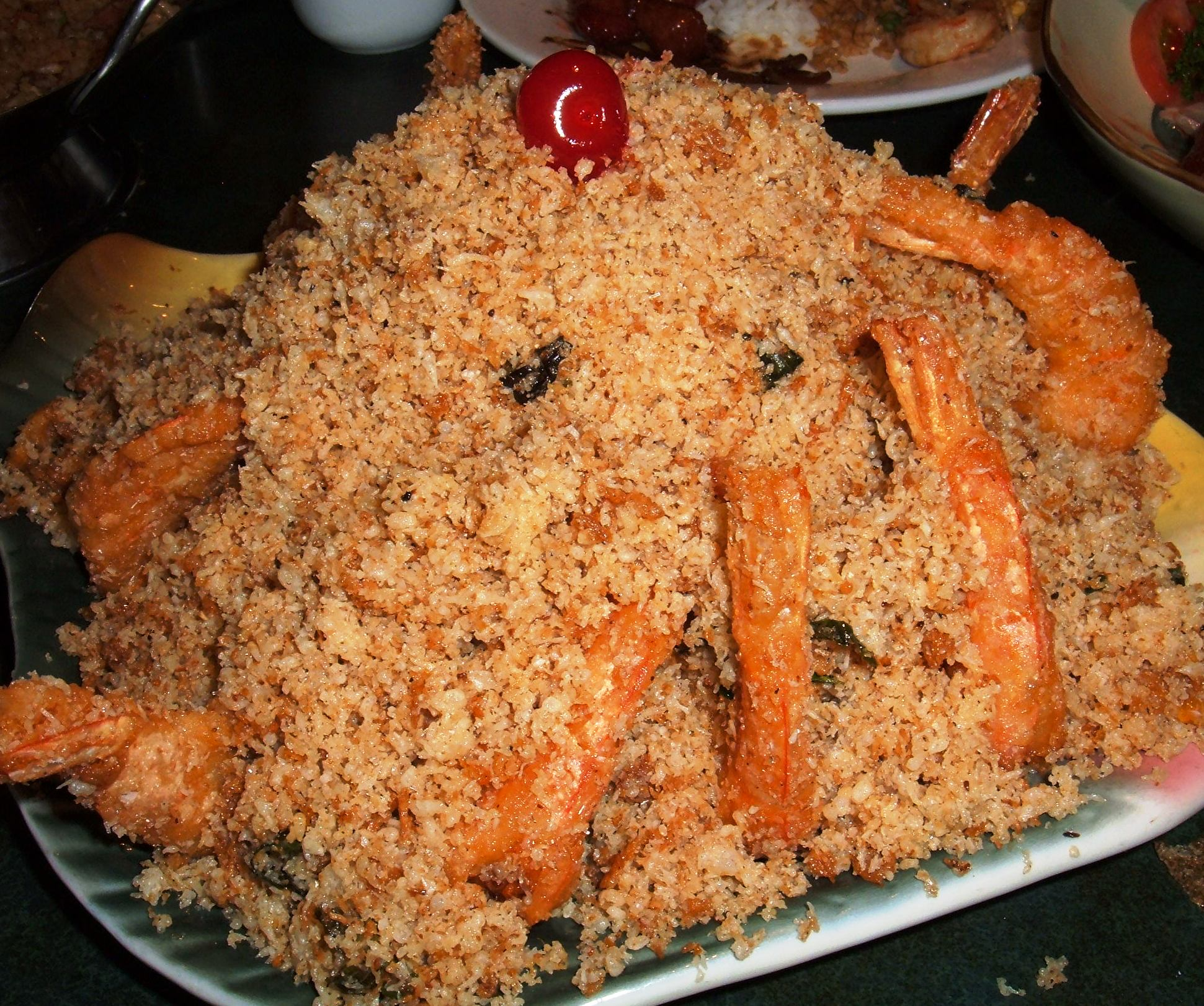
코코넛 점보 왕새우
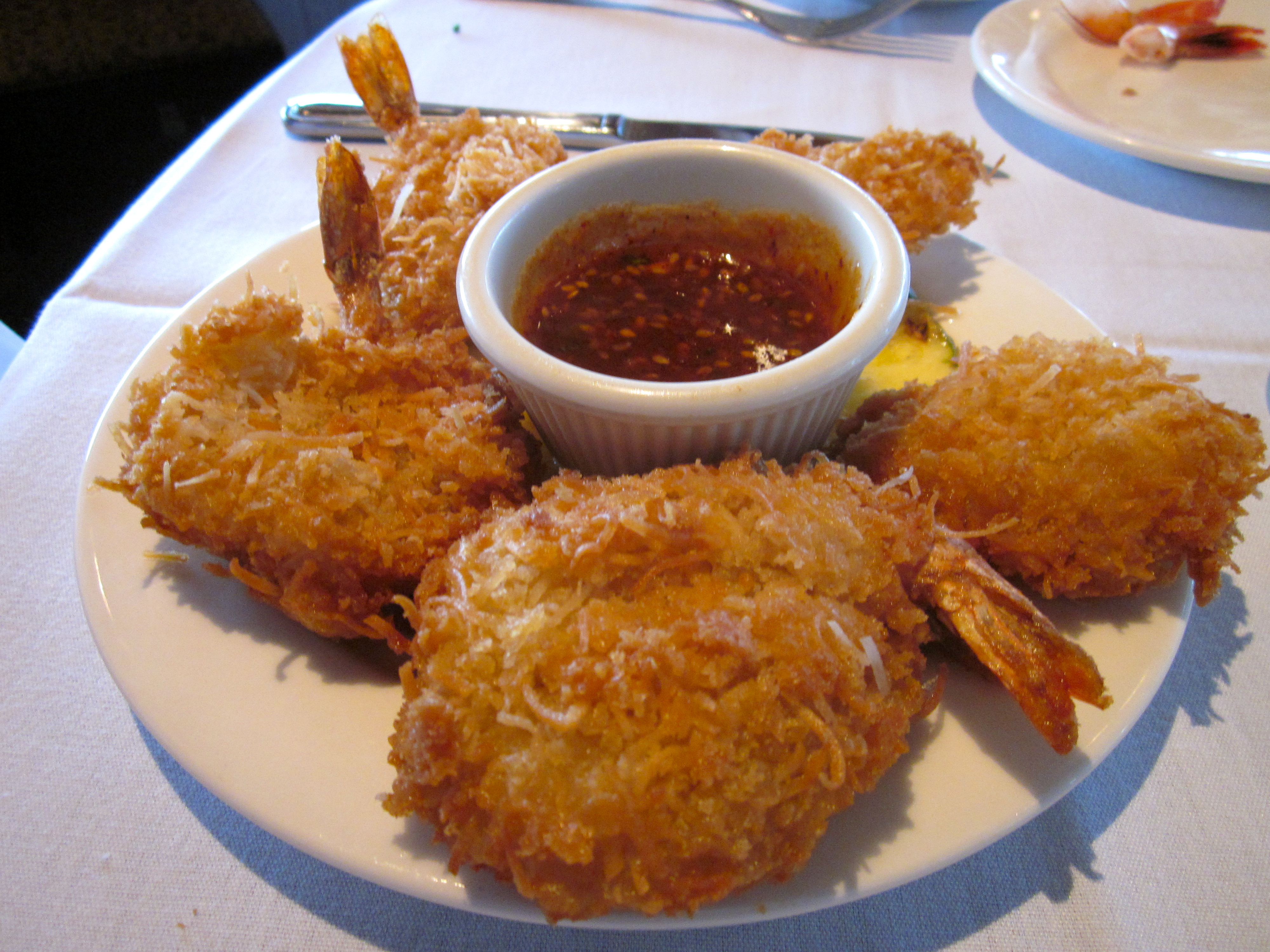
스위트 칠리 소스를 곁들인 코코넛 슈림프
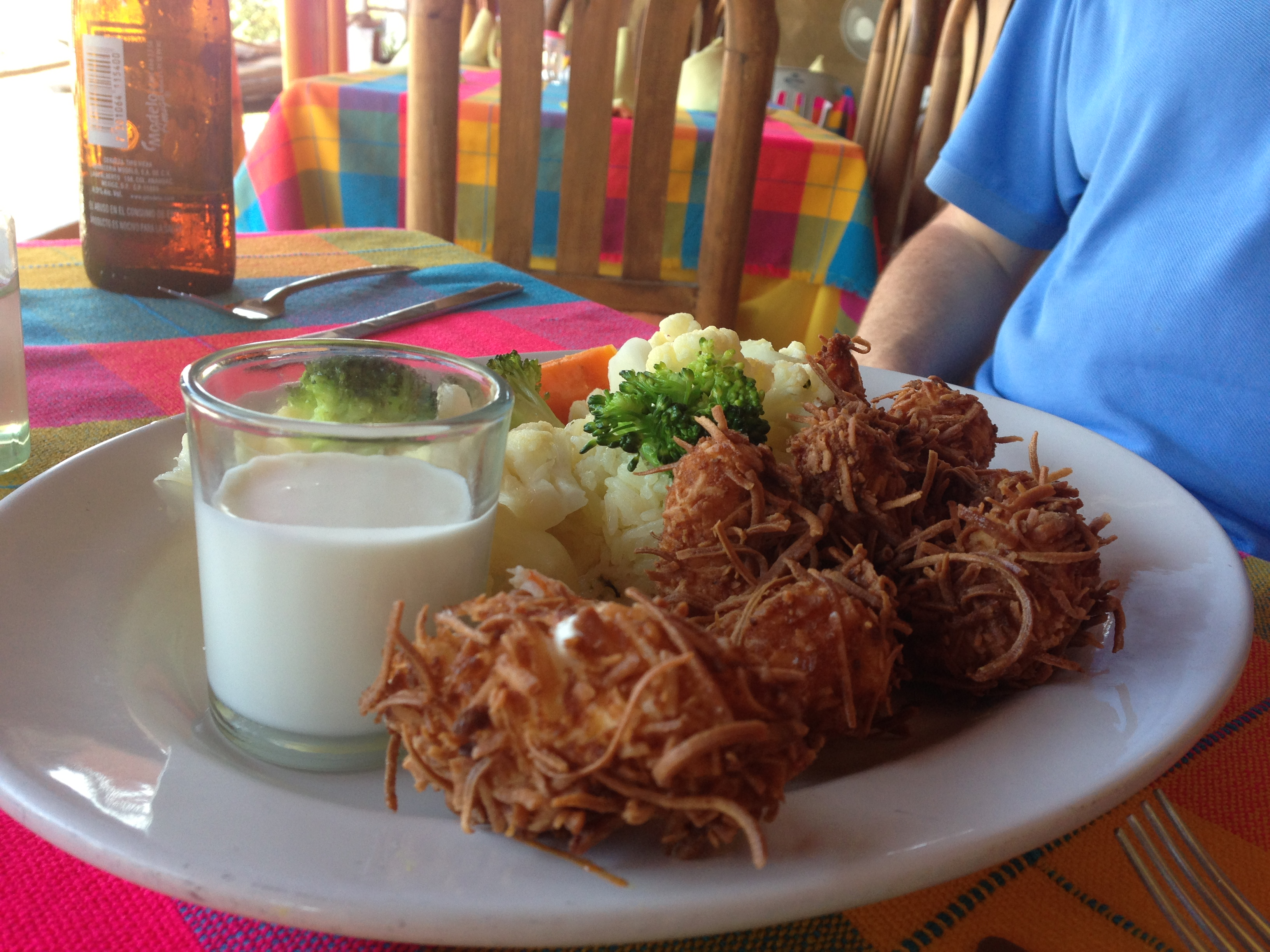
식당의 코코넛 슈림프

## 코코넛 밀크 기반

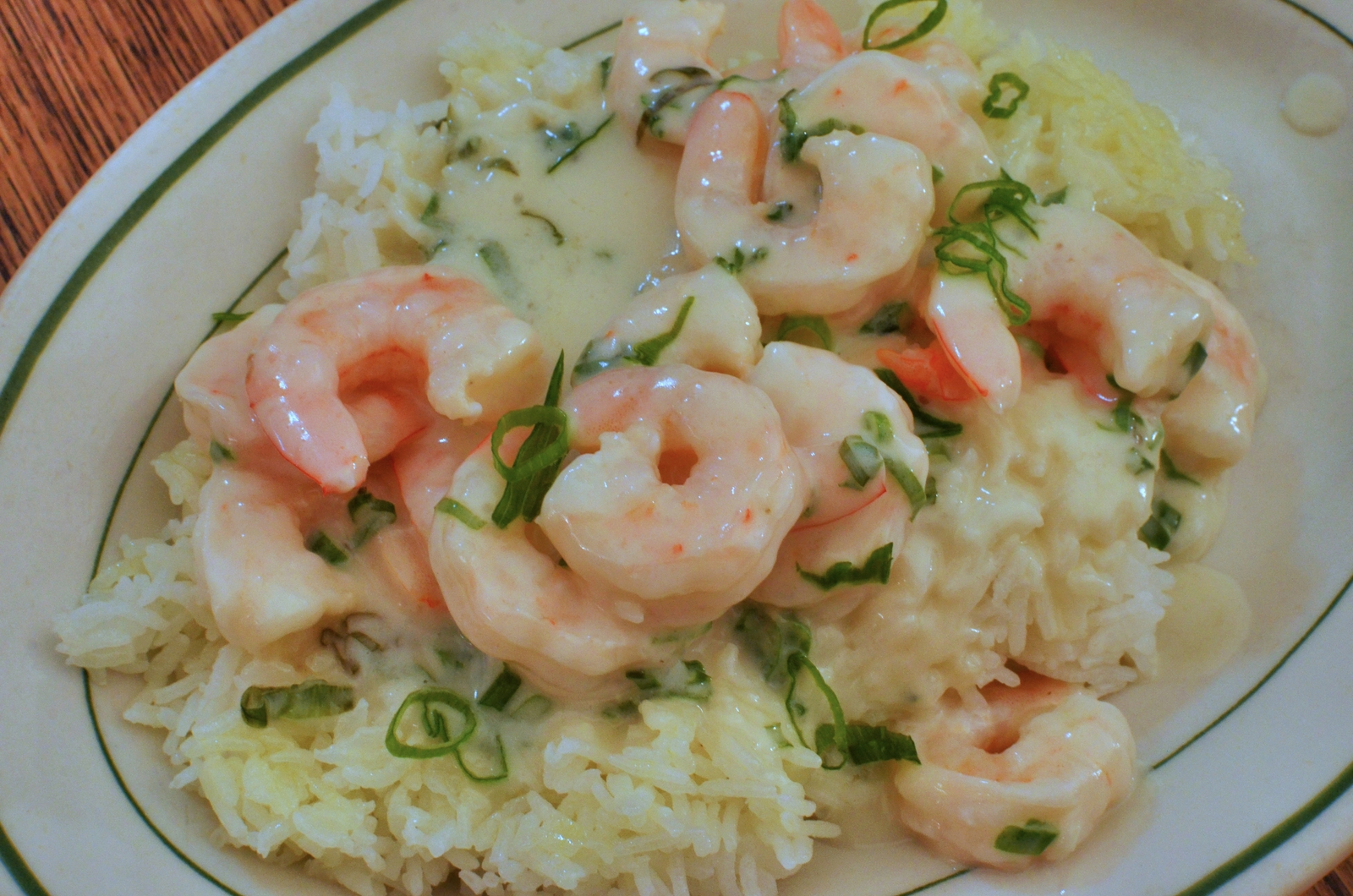
밥 위에 얹은 코코넛 슈림프

코코넛 슈림프는 코코넛 밀크를 재료로 사용하여 소테나 볶음 요리로 내올 수도 있다. 이렇게 만든 요리는 밥 위에 얹어서 내는 것이 보통이다. 양파, 마늘, 토마토, 파슬리와 다양한 향신료를 부가 재료로 넣을 수 있다.

### 꼬치
코코넛 밀크를 사용한 코코넛 슈림프는 꼬치에 꽂아 케밥 형식으로 만들 수 있으며, 새우를 요리하기 전에 코코넛 밀크와 다른 재료들로 만든 양념장으로 재워두는 과정이 포함될 수 있다. 파인애플과 같은 음식도 꼬치에 끼울 수 있다. 이 요리는 석쇠나 팬에 구울 수 있으며, 튀긴 요리와 마찬가지로 다양한 딥을 함께 곁들여 낸다.

## 같이 보기
- 튀김 요리 목록
- 새우 요리 목록